# Ифтихор (футбольный клуб)
«Ифтихо́р» (узб. «Iftixor» Oltiariq futbol klubi/«Ифтихор» Олтиариқ футбол клуби) — узбекистанский футбольный клуб из городского посёлка Алтыарык Ферганской области.
Название клуба («Ифтихор») с узбекского языка переводится как «Го́рдость». Представляет Союз молодёжи Узбекистана. С сезона-2018 выступает в Про-лиге.

## История
Был основан в 2017 году, участвовал в чемпионате Ферганской области (часть Второй лиги Узбекистана) и по итогам сезона стал его победителем.
В феврале 2018 года было объявлено о допуске «Ифтихора» для участия в Про-лиге Узбекистана — 2-м по уровню и значимости футбольном дивизионе страны (после Суперлиги).

## Достижения
7-е место в Про-лиге B Узбекистана (2018).
 Победитель чемпионата Ферганской области (2017).
 Финалист Кубка Хокима Ферганской области (2018).